# سد اگوا دل تورو
سد اگوا دل تورو (به اسپانیایی: Embalse Agua del Toro) یک سد قوسی و نیروگاه برقابی در آرژانتین است که در استان مندوسا واقع شده‌است.